# Sarra Touibi
Sarra Toubi là một vận động viên người Tunisia đã nghỉ hưu, người đã nhìn thấy thành công ở cấp độ lục địa.
Tại Giải vô địch điền kinh Ả Rập, cô đã giành được bốn huy chương vàng; 200 và 400 mét vào năm 1979 và 400 và 800 mét vào năm 1983. Cô cũng giành được 400 mét tại Giải vô địch Maghreb năm 1975.
Tại Giải vô địch Ả Rập năm 1981, cô đã giành được huy chương bạc ở nội dung 400 mét, tương tự tại Giải vô địch Maghreb năm 1981. Cô đã giành được hai huy chương đồng tại Giải vô địch Maghreb 1983, ở nội dung 400 và 800 mét. Cô cũng đã hoàn thành một phần tư xa trong 400 mét tại Đại hội Thể thao Địa Trung Hải 1979 và thứ sáu trong 800 mét tại Đại hội Thể thao Địa Trung Hải 1983.
Cô trở thành nhà vô địch kép Tunisia trong 400 và 800 mét vào năm 1982, 1983 và 1986.